# Camilla Sørensen
Camilla Sørensen (* 3. Juli 1985) ist eine dänische Badmintonnationalspielerin. 

## Karriere
Camilla Sørensen gewann von 1998 bis 2014 sieben Titel im Nachwuchsbereich in ihrer Heimat Dänemark. Ihren ersten internationalen Einzelerfolg erkämpfte sie bei den Hungarian International 2007 im Damendoppel mit Line Damkjær Kruse. 2008 und 2010 wurde sie für die dänische Damennationalmannschaft nominiert, konnte aber bei beiden Weltmeisterschaften das Ausscheiden des dänischen Teams im Viertelfinale nicht verhindern. 

## Sportliche Erfolge
| Saison    | Veranstaltung                                    | Disziplin   | Platz | Name                                          |
| --------- | ------------------------------------------------ | ----------- | ----- | --------------------------------------------- |
| 1997/1998 | Dänemark: Einzelmeisterschaften der Junioren U13 | Damendoppel | 1     | Camilla Sørensen, Carina Kristensen, Skagen   |
| 1999/2000 | Dänemark: Einzelmeisterschaften der Junioren U15 | Damendoppel | 1     | Camilla Sørensen / Carina Kristensen, Skagen  |
| 2000/2001 | Dänemark: Einzelmeisterschaften der Junioren U17 | Dameneinzel | 1     | Camilla Sørensen, Skagen                      |
| 2001/2002 | Dänemark: Einzelmeisterschaften der Junioren U17 | Dameneinzel | 1     | Camilla Sørensen, Skagen                      |
| 2001/2002 | Dänemark: Einzelmeisterschaften der Junioren U17 | Damendoppel | 1     | Carina Kristensen / Camilla Sørensen, Skagen  |
| 2002/2003 | Dänemark: Einzelmeisterschaften der Junioren U19 | Damendoppel | 1     | Mie Schjøtt, Greve / Camilla Sørensen, Aarhus |
| 2003/2004 | Dänemark: Einzelmeisterschaften der Junioren U19 | Dameneinzel | 1     | Camilla Sørensen, AB Århus                    |
| 2005      | Sudirman Cup                                     |             | 3     | Dänemark                                      |
| 2007      | Hungarian International                          | Damendoppel | 1     | Line Damkjær Kruse / Camilla Sørensen         |
| 2008      | Uber Cup                                         | Damenteam   | 5     | Dänemark                                      |
| 2010      | Uber Cup                                         | Damenteam   | 5     | Dänemark                                      |